# Adam Szpunar

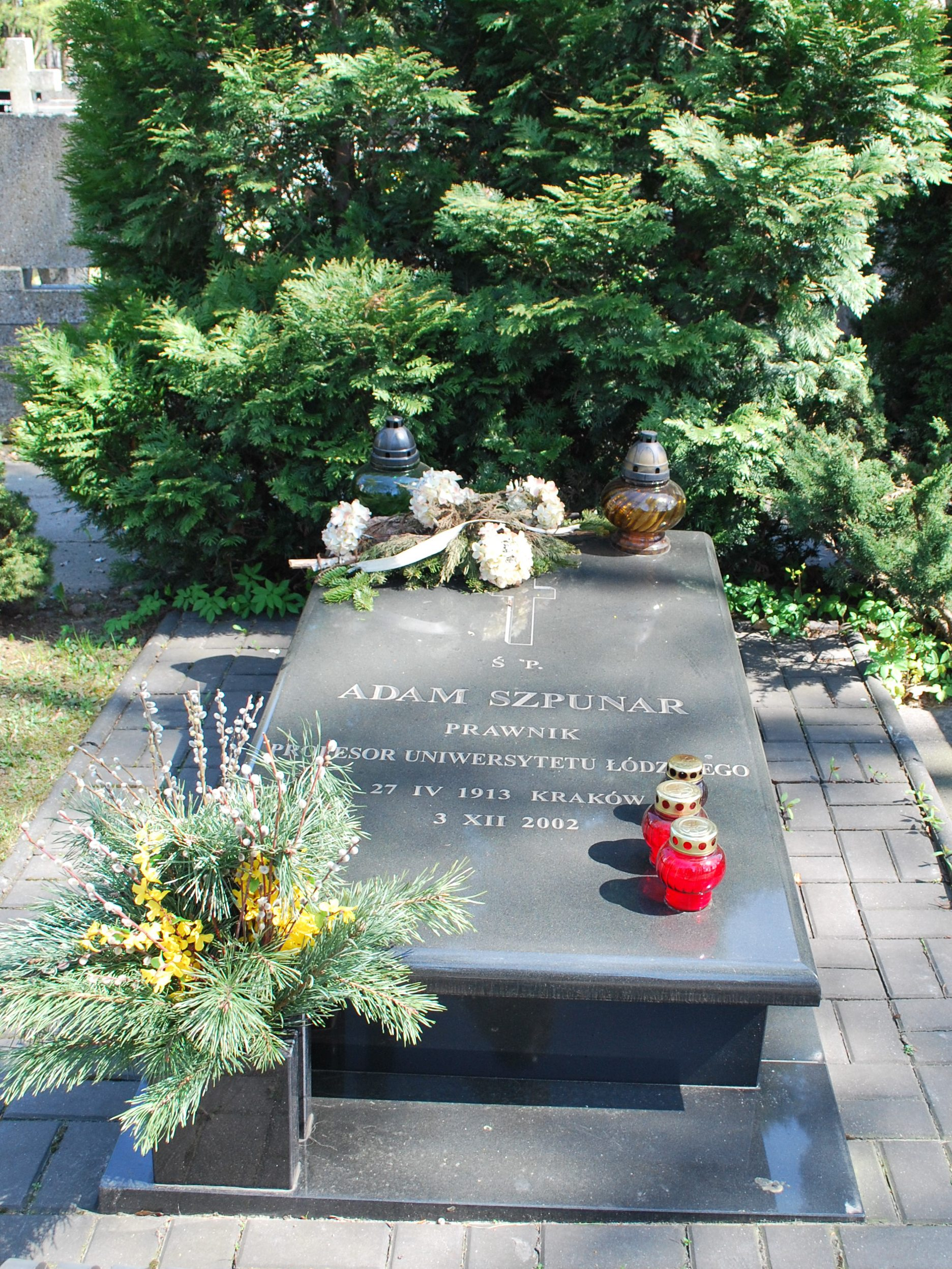
Grób Adama Szpunara na cmentarzu komunalnym na Dołach w Łodzi

Adam Szpunar (ur. 27 kwietnia 1913 w Krakowie, zm. 3 grudnia 2002 w Łodzi) – polski prawnik specjalizujący się w prawie cywilnym, były rektor Uniwersytetu Łódzkiego.

## Życiorys
W 1934 roku ukończył prawo na Uniwersytecie Jagiellońskim. Członek korporacji akademickiej Palestra. Doktoryzował się w końcu czerwca 1935 r. na podstawie pracy o przekazie w Kodeksie zobowiązań, przygotowanej pod kierunkiem Jana Gwiazdomorskiego. Za pracę tę (wydaną w 1937 r.) uzyskał stypendium Funduszu Kultury Narodowej, dzięki któremu odbył roczny pobyt w Paryżu (1937/38). Uczestniczył wówczas w wykładach znanych cywilistów, takich jak Capitant, Demogue czy Niboyet. Pobyt ten umożliwił mu również przygotowanie rozprawy habilitacyjnej poświęconej nadużyciu prawa. W pracy tej zaprezentował wówczas nowoczesną koncepcję celowościowej wykładni prawa cywilnego. Została ona przygotowana jeszcze przed wybuchem II wojny światowej, a kolokwium habilitacyjne miał odbyć w 1940 r. W międzyczasie – od zakończenia studiów do września 1939 r. – pracował w krakowskim oddziale Prokuratorii Generalnej Skarbu Państwa.
Po wybuchu wojny, mimo uzgodnienia spotkania z Janem Gwiazdomorskim, wiedziony przeczuciem, nie stawił się na otwarciu roku akademickiego 1939/40. Dzięki temu nie został aresztowany w ramach Sonderaktion Krakau. Wyjechał wówczas do położonej w dawnej Kongresówce Kazimierzy Wielkiej, gdzie do końca wojny (dzięki biegłej znajomości jęz. niemieckiego, rzadkiej na owym terenie) pełnił funkcję sekretarza w miejscowej cukrowni. Okres ten wspominał jako ,,rdzewienie naukowe" wobec odcięcia od źródeł. Nie poddawał się jednak przeciwnościom, licząc na możliwość kontynuowania pracy na UJ. Pracę habilitacyjną miał wówczas zakopaną na podwórzu rodzinnego domu.
Na jesieni 1945 habilitował się na Wydziale Prawa i Administracji UJ. Została ona wydana w 1947. Po habilitacji podjął pracę na stanowisku docenta. Po śmierci Fryderyka Zolla II w 1948 zdecydował o opuszczeniu Krakowa.
W 1949 został profesorem nadzwyczajnym i kierownikiem Katedry Prawa Cywilnego Uniwersytetu Łódzkiego, gdzie w 1957 otrzymał nominację na profesora zwyczajnego. Pierwsze lata pracy na UŁ były bardzo trudne, zarówno ze względów materialnych, jak i politycznych. Mimo tego zorganizował katedrę, a także przyjął w poczet jej członków usuniętego karnie z Katedry Filozofii Prawa (ze względów politycznych) J. St. Piątowskiego. W pierwszej połowie lat 50. wszedł w skład Komisji Kodyfikacyjnej przy Ministrze Sprawiedliwości. Lektura protokołów z posiedzeń komisji w tym trudnym okresie świadczy o jego umiejętności zachowania w strukturze obecnego KC instytucji znanych klasycznemu prawu cywilnemu.
W latach 1950–1953 był dziekanem Wydziału Prawa i Administracji, następnie w latach 1955–1956 prorektorem Uniwersytetu Łódzkiego, a wreszcie w latach 1956–1962 jego rektorem (z wyboru). Członek rzeczywisty Polskiej Akademii Umiejętności, doktor honoris causa Uniwersytetu Warszawskiego (19.11.1999), odznaczony wieloma odznaczeniami państwowymi w tym Krzyżem Komandorskim Orderu Odrodzenia Polski. Był najwybitniejszym przedstawicielem polskiej nauki o odpowiedzialności cywilnej.
W latach 1986–92 członek Komisji ds. Reformy Prawa Cywilnego. Współtwórca przepisów o swobodzie umów i papierach wartościowych.
Wykładał na wielu uczelniach zagranicznych, w tym w Strasbourgu, Paryżu, Cambridge, Giessen, Yale, Detroit.
Do grona jego habilitowanych uczniów należą: Biruta Lewaszkiewicz-Petrykowska (sędzia TK w st. spocz.), Tomasz Pajor, Wojciech Katner, Małgorzata Pyziak-Szafnicka (sędzia TK w st. spocz.), Elżbieta Wojnicka.
W czasie swojej długoletniej pracy naukowej opublikował ogromną liczbę publikacji, wśród których znalazły się: podręczniki, monografie, artykuły, recenzje, glosy itp. Łącznie bibliografia profesora Szpunara liczy ponad 650 pozycji, z czego 17 zostało przez niego sporządzonych w językach obcych. Dorobek ten na trwałe wpisał się w osiągnięcia polskiej cywilistyki. Do końca życia pozostał aktywny naukowo, pracując nad przygotowywaniem kolejnych publikacji. Zmarł nagle w trakcie opracowywania jednej z nich.

## Monografie
- Wina poszkodowanego w prawie cywilnym (1971)
- Odszkodowanie w razie śmierci osoby bliskiej (1973)
- Ustalenie odszkodowania w prawie cywilnym (1975)
- Wynagrodzenie szkody wynikłej wskutek wypadku komunikacyjnego (1976)
- Odpowiedzialność osób zobowiązanych do nadzoru (1978)
- Ochrona dóbr osobistych (1979)
- Odpowiedzialność Skarbu Państwa za funkcjonariuszy (1985)
- Odpowiedzialność za szkody wyrządzone przez zwierzęta i rzeczy (1985)
- Odpowiedzialność cywilna. Komentarz w formie glos (1997)
- Odszkodowanie za szkodę majątkową (1998)
- Zadośćuczynienie za szkodę niemajątkową (1999)
- Wynagrodzenie szkody wynikłej wskutek śmierci osoby bliskiej (2000)

Pochowany w alei zasłużonych na cmentarzu komunalnym na Dołach w Łodzi (kwatera XI, rząd 35, grób 23).